# Cantón de Rosheim
El cantón de Rosheim era una división administrativa francesa, que estaba situada en el departamento de Bajo Rin y la región de Alsacia.

## Composición
El cantón estaba formado por nueve comunas:
- Bischoffsheim
- Bœrsch
- Grendelbruch
- Griesheim-près-Molsheim
- Mollkirch
- Ottrott
- Rosenwiller
- Rosheim
- Saint-Nabor

## Supresión del cantón de Rosheim
En aplicación del Decreto nº 2014-185 de 18 de febrero de 2014, el cantón de Rosheim fue suprimido el 22 de marzo de 2015 y sus 9 comunas pasaron a formar parte del nuevo cantón de Molsheim.